# 나카노시마역 (오사카부)
나카노시마역(일본어: 中之島駅)은 일본 오사카부 오사카시 기타구에 위치한 게이한 전기 철도 게이한 나카노시마 선의 철도역이다. 역 번호는 KH 54이며, 섬식 승강장 1면 3선의 구조를 갖춘 지하역이다.

## 역 구조
지하 1층에 대합실, 지하 2층에 1면 3선 섬식 승강장을 가진 지하역이다. 북쪽 1번 승강장 쪽을 가르고 3번 승강장이 있는 계단 형태의 승강장이다. 이것은 게이한 본선의 요도야바시역과 비슷한 구조이지만, 동역의 1면 4선과 달리, 당역이 3선인 것은, 역 앞에서 선형 곡선이 있는 관계로, 안전상 충분한 승강장폭을 확보할 수 없었기 때문이다. 3번 승강장의 2번 승강장 쪽에는 벽이 설치되어 있다.
승강장의 종단부에는, 나카노시마선에서 마지막 터널 관통 구간인 나니와바시역과 오에바시역간에 실제로 사용한 쉴드 머신 굴착 부분의 일부가 기념물로서 보존되어 있다.또 3번 승강장의 종단부 뒷면에는 "坂陽日々新(반양일신)" 비석이 걸려 있다.
홈 측벽의 소재는 일본 지하역에서 처음으로 목재를 이용하고 있다. 또, 지하 1층 대합실의 오사카 국제 회의장 쪽도 목재를 이용한 벽면·천장으로 되어 있어 동선 전체의 상징인 "나무"를 이미지 시키는 디자인으로 되어 있다.
개찰구 부근의 벽면은 유리로 구성되어 있는데, 이것은 나카노시마선 전체의 상징인 "물"을 이미지한 디자인이다. 또한 개찰구 바깥의 대합실에는 이 노선의 착공에서 개업까지의 걸음을 게재한 명판 "나카노시마선 준공지기(中之島線竣功之記)"가 설치되어 있다.。

### 승강장
| 1 · 2 | ■ 나카노시마 선 | 교바시 · 히라카타시 · 산조 · 데마치야나기 방면 |
| 3     | ■ 나카노시마 선 | 예비 승강장                                    |

#### 특이사항
- 승강장 운용과 발착종별
  - 정기 운행표에 있어서는 이른 아침 등 일부를 제외하고, 종별에 관계없이 1번선과 2번선을 교대로 발착하고 있다. 덧붙여 2013년 3월의 운행표 개정 이후, 3번선은 임시 열차와 시운전을 제외하고 사용되고 있지 않다. 이전까지 미사용 시간대는 폐쇄되었다.
  - 1번선에서 야간체박(夜間滞泊)이 설정되어 있다.개업 이래 오랫동안 5000계가 사용되어 하행선이 당역에 23시 51분에 도착한 후 다음날이 평일이면 좌석승강을 하고 3문(扉)에서 5문으로 전환하는 작업을 가까이서 볼 수 있었지만,[3] 2018년 9월 운행계획 개정으로 5000계의 운용 삭감에 따라 일반차 7량으로 대체되었다. 야간체박을 한 차량은 나카노시마선 상행 첫차로 충당된다.
  - 발착하는 열차의 종별은, 정기 운행표에 있어 특급이나 급행은 원칙으로서 당역에 입선하지 않지만, 行楽シーズン이나 교토 경마장에서의 중상경주 개최일에 운전되는 임시 열차로서 특급·급행이 발착하는 일이 있어, 주로 3번선에 발착한다. 또, 오쇼가쯔 운행표에서는 낮 시간대에 보통·산조유키가 5대 발착하고 있다.
  - 쾌속급행의 반환시 승하차를 분리하는 출입문 취급(요도야바시역이나 데마치야나기역과 같은 절차)이 이루어지고 있다.
- 발차 멜로디
  - 게이한선[4] 주요역에서의 대처로서, 본역에도 무카이야 미노루 작곡의 발차 멜로디를 도입하고 있다.[5]
  - 임시특급 발차시에는 통상 사용하지 않는 전용 멜로디를 사용한다.[6] 나카노시마 발 임시 특급이 운전된 날에는 전용의 멜로디가 사용되었다.

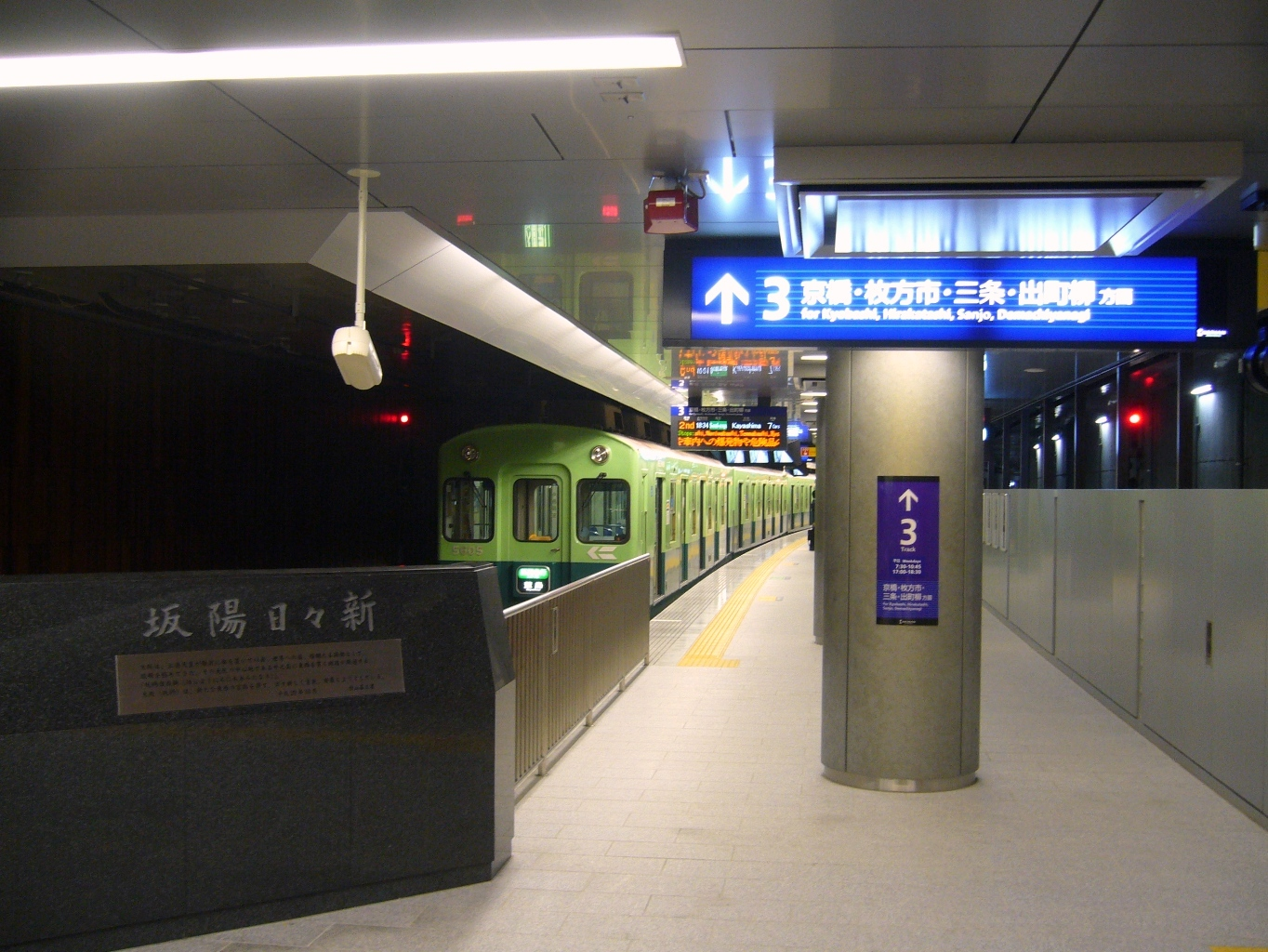
3번선에 정차하는 구간 급행 (2008년 10월 23일)
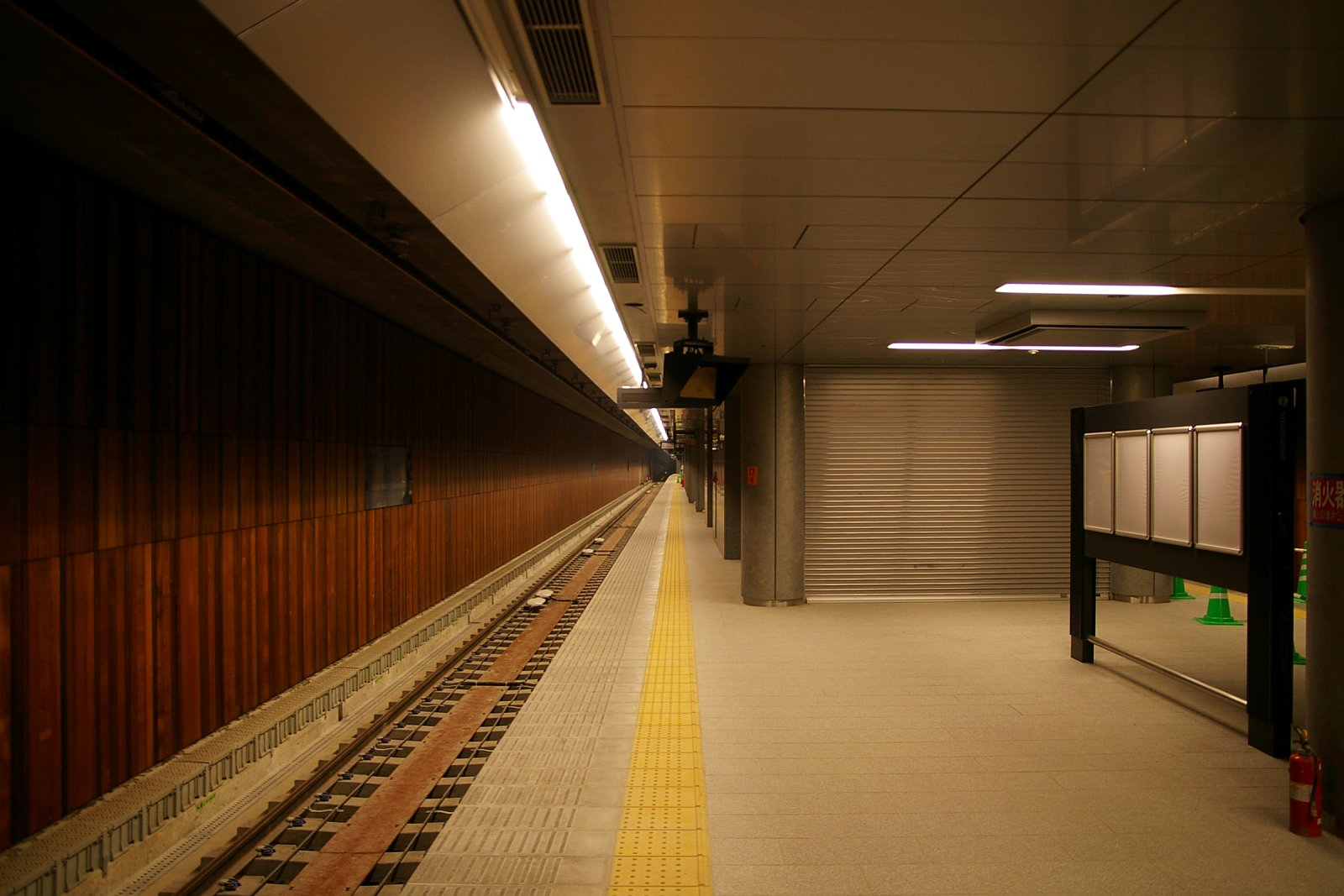
개업 전 1번선 승강장 (2008년 7월 19일)
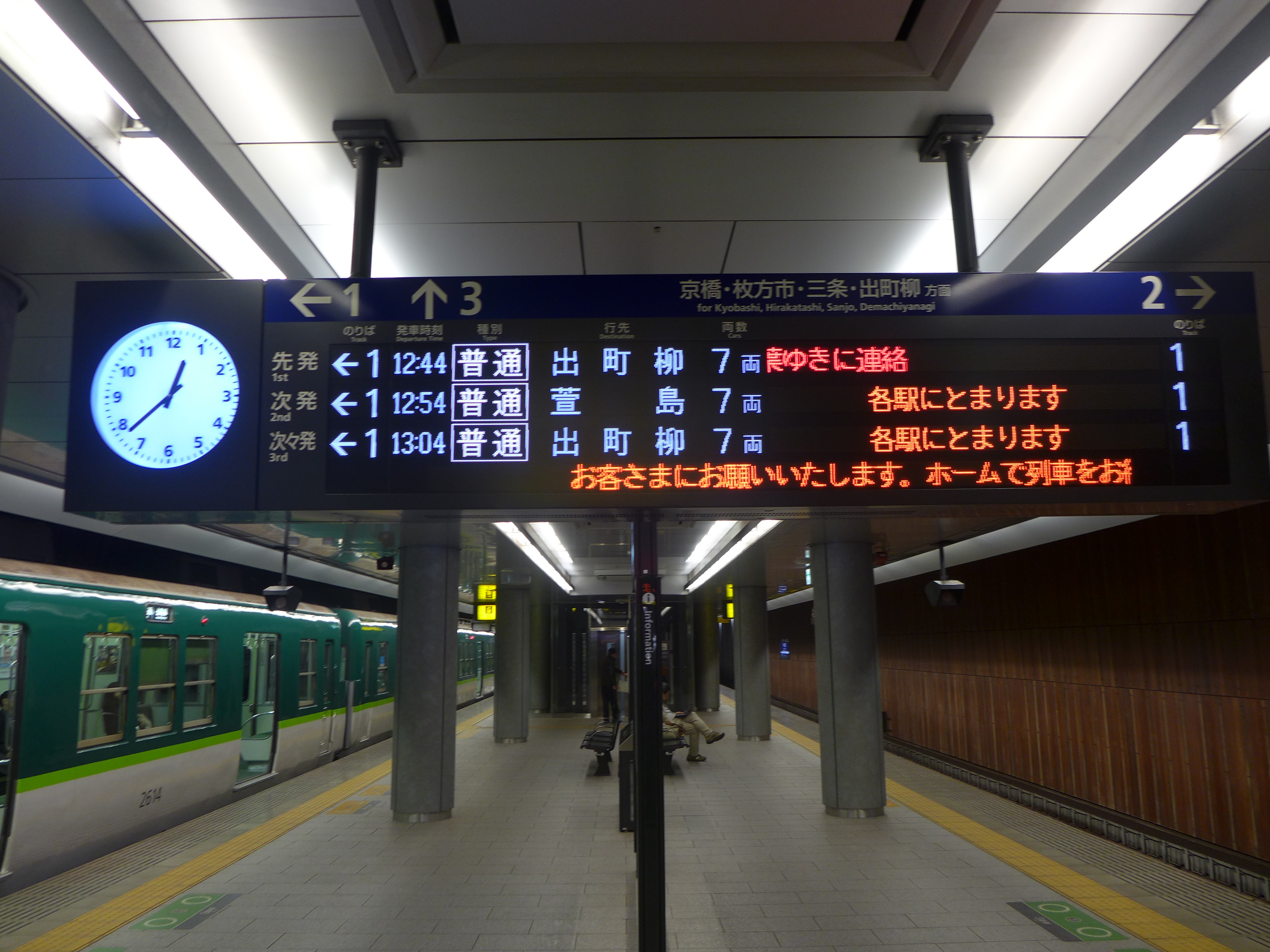
목적지 안내 LED (2015년 12월 12일)
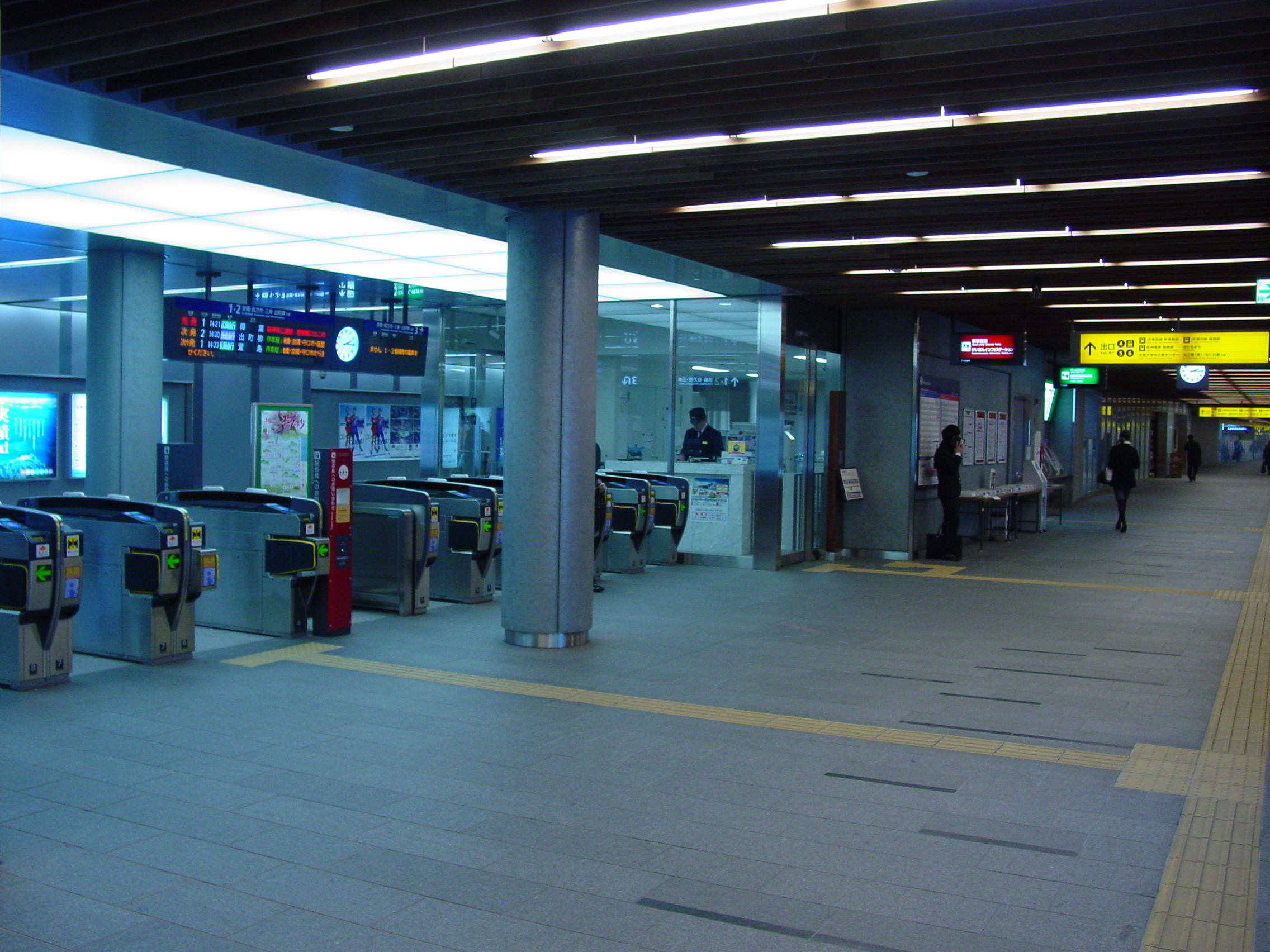
대합실과 개집표기(2011년 2월 3일)

### 역 설비
열차 운행 관리 시스템 「ADEC」(자립 분산식 운행 관리 시스템)의 19개 역이 있는 각 신호 취급역의 하나가 되고 있다. 역제어장치가 설치되어 이에 따라 신호기나 포인트 등 운전업무에 관련된 제어 외에 안내방송이나 행선표시 등 여객안내설비를 포괄하여 자동화되고 있다.
지하 1층에는 나카노시마 변전소(中之島変電所)가 설치되어 있어 간사이 전력에서 수전한 교류 22kV를 4000kW의 직류 변성기 2기에서 직류 1500V로 변환해 전차선으로 송전하고, 6000kVA 부대변압기 2기에서 교류 6600V로 강압해 역시설이나 신호설비의 전원으로도 사용되고 있다. 또, 정전 대책으로서 변전소 내에 출력 1200kVA의 가스터빈 발전기가 설치되어 있다. 2017년 5월 1일부터 전차선에 송전하는 전기 구입처를 간사이 전력에서 신전력의 에넷트로 변경했다. 또한 환경 대책(열교환 후의 배열 대책·에너지 절약)으로서 도지마강에서 퍼올린 물을 열교환하여 공기조절에 사용하고 있어, 열교환 후의 물은 강으로 되돌려지고 있다.

## 이용 현황
| 연도별 1일 평균 하차 승차 인원 | 연도별 1일 평균 하차 승차 인원 | 연도별 1일 평균 하차 승차 인원 | 연도별 1일 평균 하차 승차 인원 | 연도별 1일 평균 하차 승차 인원 |
| 연도                           | 특정일                         | 특정일                         | 특정일                         | 1일 평균 승차 인원             |
| 연도                           | 조사일                         | 하차 인원                      | 승차 인원                      | 1일 평균 승차 인원             |
| ------------------------------ | ------------------------------ | ------------------------------ | ------------------------------ | ------------------------------ |
| 2008년                         | 11/11                          | 8,004                          | 3,794                          | 3,875                          |
| 2009년                         | 11/10                          | 9,035                          | 4,513                          | 3,813                          |
| 2010년                         | 11/9                           | 11,535                         | 5,715                          | 4,613                          |
| 2011년                         | 11/1                           | 13,929                         | 6,548                          | 5,775                          |
| 2012년                         | 10/31                          | 11,018                         | 5,343                          | 6,661                          |
| 2013년                         | 11/12                          | 8,193                          | 3,954                          | 5,526                          |
| 2014년                         | 11/11                          | 11,816                         | 5,832                          | 4,164                          |
| 2015년                         | 11/10                          | 8,871                          | 4,314                          | 6,059                          |

## 역 주변

### 당역 부근에 위치한 철도역
거리는 공도(지하도 포함)를 이용했을 경우의 지도상의 것. 괄호 안에는 각 역의 최단 출입구 사이의 도보 거리(마찬가지로 지도상)를 부기한다.
- 한신 전기철도
  - 후쿠시마역 (본선) : 약 850 m(최단 출구간 약 400 m)
- 서일본 여객철도(JR 니시니혼)
  - 신후쿠시마역(JR 도자이선) : 약 800 m(최단 출구간 약 450 m)
  - 후쿠시마역(오사카 순환선) : 약 900 m

상기 각 역으로의 환승은 6번 출구를 나와 도지마강의 다마에교를 건너 조쇼교(浄正橋) 터를 지나 [[|국도 제2호선 (일본)|국도 2호]] 북쪽까지 나니와스지로 북상한다. 어느 정도의 거리가 있지만, 게이한 측에서는 이들 역과 나카노시마역과의 위치 관계 및 환승에 대해 한층 더 홍보를 실시하고 있다. 단, 에비에역 서쪽과 노에역 동쪽을 왕래하는 경우는 교바시역에서 갈아타는 것이 더 운임을 낮출 수 있는 경우가 많다.

### 주요 시설
- 국제 국립 미술관
- 오사카 시립 과학관
- 오사카 국제 회의장(大阪府立国際会議場[10])
- 간사이 전력 병원
- 리가 로얄 호텔(지하 통로 직결[10])
- 오사카 나카노시마 합동청사
- 오사카 후생연금병원
- 호타루마치(나니와스지(なにわ筋)에서 북쪽으로 도보 3〜5분)
  - 아사히 방송(ABC) 그룹 홀딩스 본사, ABC홀(ABCホール)
  - 도지마 리버 포럼
  - 도지마 크로스워크 등
- 오사카 나카노시마 합동 청사(오사카 고등검찰청, 오사카 지방검찰청 등)
- 후쿠시마 텐만궁 (후쿠시마 2초메)

### 연결 버스
오사카 시티 버스
- 다마에바시・도지마오하시 정류장(도지마강 남쪽)
  - 53호 계통 오사카역앞 행(도지마 경유)／후나쓰바시 행
- 도지마오하시 정류장(아미다이케스지)
  - 55호 계통 오사카역앞 행(후쿠시마 니시도리 경유)／쓰루하치 4초메 행(사쿠라가와・다이쇼바시 경유)

홋코 관광버스(北港観光バス)
- 리가 로얄 호텔앞 정류장, 국제회의장앞 정류장
  - 나카노시마 루프 버스 "후라라(ふらら)" 와타나베바시→요도야바시→시립과학관・국제미술관앞 ※순환

## 역사
- 2006년 11월 13일: 정식역명발표.
- 2008년 10월 19일: 영업 개시.
- 2009년 3월 2일: 유과주륜장 개설.

## 인접역
| 게이한 전기 철도 나카노시마선 | 게이한 전기 철도 나카노시마선 | 게이한 전기 철도 나카노시마선    |
| ----------------------------- | ----------------------------- | -------------------------------- |
| 시·종착역                     | ■ 나카노시마선                | 와타나베바시 KH 53 덴마바시 방면 |